# Ochetorhynchus
Ochetorhynchus là một chi chim trong họ Furnariidae.